# 割胶

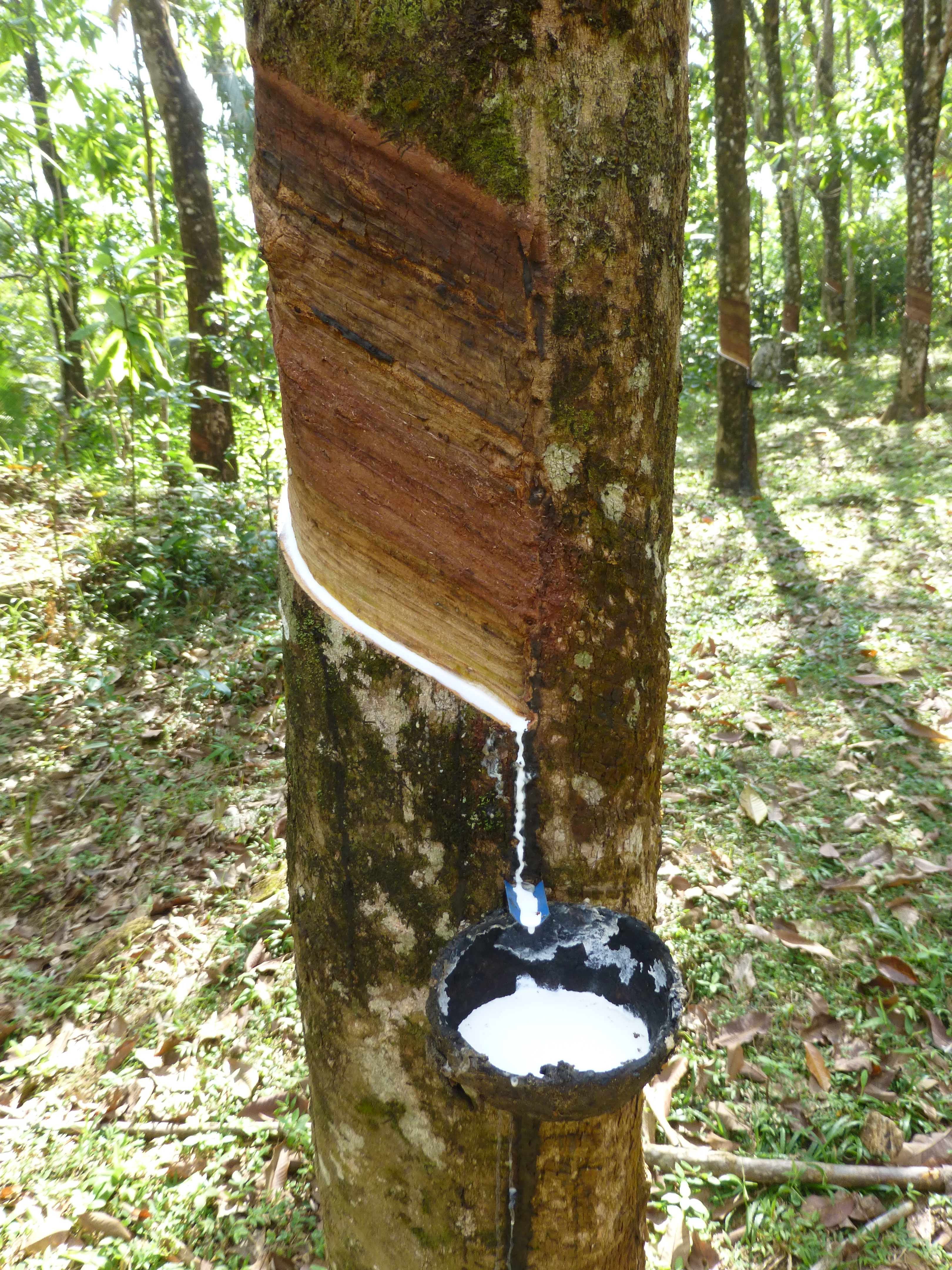
Rubber tapping Sri Lanka

割胶是指从橡胶树上收集胶乳的一个过程。首先在树上划一道口子，挖通胶乳的管道，这样胶乳就能流动。割胶对环境的影响很大。